# Grande Prêmio da Espanha de 1975
Resultados do Grande Prêmio da Espanha de Fórmula 1 realizado em Montjuïc em 27 de abril de 1975. Quarta etapa do campeonato, foi palco de uma tragédia que matou cinco pessoas e encerrou a corrida após 29 das 75 voltas previstas.  Em meio à desgraça o alemão Jochen Mass, da McLaren-Ford, conseguiu a única vitória de sua carreira com Jacky Ickx em segundo com a Lotus-Ford e Carlos Reutemann em terceiro pela Brabham-Ford.

## Resumo
- Neste mesmo dia a italiana Lella Lombardi tornou-se a primeira mulher a pontuar na categoria.[6][7]

- Houve a estreia do futuro campeão mundial, Alan Jones.[8]

- Primeira corrida na história da Fórmula 1 que atribuiu a pontuação pela metade.[9]

## Classificação da prova
| Pos. | Nº | Piloto             | Construtor      | Voltas | Tempo/Diferença        | Grid | Pontos |
| ---- | -- | ------------------ | --------------- | ------ | ---------------------- | ---- | ------ |
| 1    | 2  | Jochen Mass        | McLaren-Ford    | 29     | 42'53.7                | 11   | 4,5    |
| 2    | 6  | Jacky Ickx         | Lotus-Ford      | 29     | + 1.1                  | 16   | 3      |
| 3    | 7  | Carlos Reutemann   | Brabham-Ford    | 28     | + 1 volta              | 15   | 2      |
| 4    | 17 | Jean-Pierre Jarier | Shadow-Ford     | 28     | + 1 volta              | 10   | 1,5    |
| 5    | 9  | Vittorio Brambilla | March-Ford      | 28     | + 1 volta              | 5    | 1      |
| 6    | 10 | Lella Lombardi     | March-Ford      | 27     | + 2 voltas             | 24   | 0,5    |
| 7    | 21 | Tony Brise         | Williams-Ford   | 27     | + 2 voltas             | 18   |        |
| 8    | 18 | John Watson        | Surtees-Ford    | 26     | + 3 voltas             | 6    |        |
| NC   | 11 | Clay Regazzoni     | Ferrari         | 25     | Não classificado       | 2    |        |
| Ret  | 22 | Rolf Stommelen     | Hill-Ford       | 25     | Acidente               | 9    |        |
| Ret  | 8  | José Carlos Pace   | Brabham-Ford    | 25     | Acidente               | 14   |        |
| Ret  | 16 | Tom Pryce          | Shadow-Ford     | 23     | Acidente               | 8    |        |
| Ret  | 5  | Ronnie Peterson    | Lotus-Ford      | 23     | Suspensão              | 12   |        |
| Ret  | 31 | Roelof Wunderink   | Ensign-Ford     | 20     | Transmissão            | 19   |        |
| NC   | 23 | François Migault   | Hill-Ford       | 18     | Não classificado       | 22   |        |
| Ret  | 27 | Mario Andretti     | Parnelli-Ford   | 16     | Suspensão              | 4    |        |
| Ret  | 14 | Bob Evans          | BRM             | 7      | Sistema de combustível | 23   |        |
| Ret  | 24 | James Hunt         | Hesketh-Ford    | 6      | Acidente               | 3    |        |
| Ret  | 3  | Jody Scheckter     | Tyrrell-Ford    | 3      | Motor                  | 13   |        |
| Ret  | 28 | Mark Donohue       | Penske-Ford     | 3      | Acidente               | 17   |        |
| Ret  | 25 | Alan Jones         | Hesketh-Ford    | 3      | Acidente               | 20   |        |
| Ret  | 4  | Patrick Depailler  | Tyrrell-Ford    | 1      | Acidente               | 7    |        |
| WD   | 30 | Wilson Fittipaldi  | Fittipaldi-Ford | 1      | Retirou-se             | 21   |        |
| WD   | 20 | Arturo Merzario    | Williams-Ford   | 1      | Retirou-se             | 25   |        |
| Ret  | 12 | Niki Lauda         | Ferrari         | 0      | Acidente               | 1    |        |
| DNS  | 1  | Emerson Fittipaldi | McLaren-Ford    | 0      | Não largou             | 26   |        |

## Tabela do campeonato após a corrida
| Pos.   | Piloto             | Pontos |
| ------ | ------------------ | ------ |
| 1      | Emerson Fittipaldi | 15     |
| 2      | José Carlos Pace   | 12     |
| 3      | Carlos Reutemann   | 12     |
| 4      | Jochen Mass        | 9,5    |
| 5      | Jody Scheckter     | 9      |
| Fonte: |                    |        |

| Pos.   | Construtor   | Pontos |
| ------ | ------------ | ------ |
| 1      | Brabham-Ford | 21     |
| 2      | McLaren-Ford | 20,5   |
| 3      | Tyrrell-Ford | 11     |
| 4      | Ferrari      | 8      |
| 5      | Hesketh-Ford | 7      |
| Fonte: |              |        |

- Nota: Somente as primeiras cinco posições estão listadas. A temporada de 1975 foi dividida em dois blocos de sete corridas onde cada piloto descartaria um resultado. Neste ponto esclarecemos: na tabela dos construtores figurava somente o melhor colocado dentre os carros do mesmo time.